# Smile (The Jayhawks)
Smile è il sesto album in studio del gruppo musicale statunitense The Jayhawks, pubblicato il 9 maggio 2000 dall'etichetta discografica American Recordings.

## Tracce
1. Smile – 3:50 (Gary Louris)
2. I'm Gonna Make You Love Me – 3:40 (Gary Louris, Taylor Rhodes)
3. What Led Me to This Town – 4:09 (Gary Louris, Marc Perlman, Karen Grotberg, Tim O'Reagan)
4. Somewhere in Ohio – 3:39 (Marc Perlman, Gary Louris, Tim O'Reagan, Bob Ezrin)
5. A Break in the Clouds – 3:59 (Gary Louris, Marc Perlman, Karen Grotberg, Tim O'Reagan)
6. Queen of the World – 2:35 (Gary Louris, Bob Ezrin)
7. Life Floats By – 4:42 (Gary Louris, Marc Perlman)
8. Broken Harpoon – 3:31 (Gary Louris)
9. Pretty Thing – 4:18 (Gary Louris, Marc Perlman)
10. Mr. Wilson – 4:26 (Gary Louris, Tim O'Reagan)
11. (In My) Wildest Dreams – 4:30 (Gary Louris, Marc Perlman, Bob Ezrin)
12. Better Days – 4:36 (Gary Louris)
13. Baby, Baby, Baby – 5:19 (Gary Louris)

Tracce aggiunte nella riedizione del 2014
1. Who Made You King – 5:42 (Gary Louris, Marc Perlman)
2. Gypsy in the Mood – 1:16 (Gary Louris)
3. A Part of You – 3:14 (Gary Louris, Tim O'Reagan)
4. Life's Little Ups and Downs – 4:47 (Margaret Ann Rich)
5. Greta Garbo – 3:50 (Gary Louris)
6. Five Cornered Blues – 4:00 (Gary Louris, Mark Olson)

## Classifiche
| Classifica (2000) | Posizione massima |
| ----------------- | ----------------- |
| Stati Uniti       | 129               |